# Wilhelm Erpenbeck
Wilhelm Erpenbeck (* 20. Juni 1892 in Glandorf, Kreis Osnabrück; † 26. Februar 1971 in Glandorf) war ein deutscher Politiker (Zentrum/CDU).
Nach dem Besuch einer katholischen Volksschule begann der aus einer Tischlerfamilie stammende Erpenbeck eine Lehre zum Tischler. Er war in verschiedenen Städten als Geselle tätig. In Blankenburg/Harz besuchte er die Tischlerfachschule. 1912 übernahm er die Tischlerei seines gestorbenen Vaters. Im Ersten Weltkrieg war er zwischen 1914 und 1918 als Soldat Kriegsteilnehmer. 
Von 1923 bis 1933 war er Gemeinderat für das Zentrum sowie Schulvorstand der Gemeinde Glandorf. Nach der Machtergreifung im Jahr 1933 wurde er aus politischen Gründen aller Ämter enthoben. Im Jahr 1939 wurde er von der Gestapo in Schutzhaft genommen. Im Frühsommer 1945 ernannte ihn die Militärregierung zum Bürgermeister von Glandorf, ein Amt, welches er bis 1966 bekleidete.  1946 wurde er in den Kreistag des Landkreises Osnabrück gewählt, zunächst war er Abgeordneter des Zentrums, ab 1955 der CDU. Von 1946 bis 1949 war er Landrat des Kreises Osnabrück-Land.
In der zweiten bis vierten Wahlperiode wurde er zum Mitglied des Niedersächsischen Landtages vom 6. Mai 1951 bis 5. Mai 1963. Erpenbeck gehörte zunächst der Gruppe Zentrum bis zum 7. Oktober 1953 an. Zwischen dem 8. Oktober 1953 und dem 13. Januar 1955 war er Teil der Fraktion Mitte und ab dem 14. Januar 1955 Mitglied der DP/CDU-Fraktion.